# Gregor Heizinger
Gregor Heizinger (ur. 3 października 1983 w Leuggern) – austriacki wioślarz.

## Osiągnięcia
- Mistrzostwa Świata U-23 – Amsterdam 2005 – czwórka bez sternika wagi lekkiej – 11. miejsce[1].
- Mistrzostwa Świata – Poznań 2009 – ósemka wagi lekkiej – 8. miejsce[1].